# Lame de fond (roman de Lê)
Pour les articles homonymes, voir Lame de fond.
Lame de fond est un roman de Linda Lê paru le 23 août 2012 aux éditions Christian Bourgois.

## Genèse du roman
Ce roman de Linda Lê a été présélectionné dans la première liste de 12 romans en lice pour le prix Goncourt 2012 (puis dans les listes réduites à huit et à quatre romans).

## Résumé
Ce livre est découpé en quatre parties, Au cœur de la nuit, Aube, Midi et Crépuscule. Dans chacune des parties interviennent tour à tour Van, Lou, Ulma et Laure. Un roman polyphonique a quatre voix, où l'un nous parle d'outre-tombe, l'une nous fait sa confession, l'autre simule une discussion avec son psychologue, et la dernière se confie à son journal, le tout en soliloques. L'auteure adapte son écriture à la façon de parler de chacun des intervenants, ce qui apporte de la nuance et du relief.
Van débute ce récit,⁷ et tout de suite nous apprenons qu'il est mort (début original !). Il est vietnamien et est parti en France, sa mère se sacrifiant pour lui ne voulant pas qu'il évolue dans un pays en guerre, vivant désormais seule dans la misère. Il a donc échappé aux boat people et à tout ce qui compose une guerre. Son père, lui, était parti rallier le Parti d'Hô Chi Minh lorsque Van était encore tout petit. À Paris, fin lettré, il est devenu correcteur, bercé depuis toujours par la passion de sa mère francophile, interprète au consulat de France. Il profitera de ce soliloque pour nous parler de son passé, de qui il est, de comment il a évolué, de ses regrets, de sa femme Lou et de leurs rapports, de sa fille Laure et leur relation parfois conflictuelle, ainsi que d'Ulma… sa maîtresse. Lou, Laure et Ulma en feront de même.
On apprendra alors que Lou a eu une enfance un peu difficile avec des frères qui ne cessaient de lui faire porter le chapeau, une mère dure avec elle et un père aimant mais qui n'avait pas trop son mot à dire. Lou est une femme un peu coincée, qui aime son mari et sachant très bien qu'il joue au Don Juan, mais là où le bât blesse, c'est qu'il n'avait jamais été jusqu'à avoir une maîtresse. Tout a changé quand Ulma est entré dans leur vie, tout a basculé, « il me réduisait à un rôle décoratif« . Bien que leur mariage n'était pas parfait, ils avaient appris à vivre ensemble, pour Laure, et c'était bien ainsi. Elle est devenue d'une grande jalousie, et en a perdu pied.
Ulma est l'opposé de Lou, pour tout, passionnée de littérature, aimant les voyages, eurasienne, imprévisible et cetera. Ulma a été essentiellement élevée par sa grand-mère Lily, sa mère Justine n'étant qu'une junckie irresponsable et son père, elle ne l'a pas connu. Bien que Lily n'était affectueuse, elle s'est démenée pour sa petite fille et s'est privée pour elle. Ulma s'est accommodée de ne pas être avec sa mère et de ne prendre que l'affection qu'elle lui donnait quand elle venait la voir « Les bleus à l'âme disparaissent avec le temps« , « je m'exerçais à ne pas espérer trop d'une mère à éclipses« .
Laure, une adolescente gothique, était en conflit avec son père, il ne voulait pas qu'elle fréquente son petit ami Tommy et la reprenait sans cesse sur son vocabulaire et sa façon de parler. Elle et Lou sa mère prenait toujours un malin plaisir à le taquiner. Elle parle de ses parents et regrette finalement de ne pas avoir été « la courroie de transmission entre Lou et van » (Elle n'appelait pas ses parents Papa et Maman). Mais elle se rend compte que malgré tout, il lui manque énormément, elle en est profondément touchée.
Ce roman raconte l'histoire de quatre personnes liées entre elles par une histoire et par l'Histoire. Il raconte la Lame de fond qui est venue de loin et qui a inscrit le destin de tous. Une ou des révélations étonnante(s) et destructrice(s). Car je n'ai pas parlé d'une révélation essentielle qui compose cette histoire et qui est le titre même de ce roman ! Une écriture variée selon les personnages, riche de vocabulaire (C'est même parfois de la haute voltige quand c'est van qui raconte ! Je pense que van c'est un peu l'auteur).Une histoire très intéressante à suivre et à lire, et qui parle de réalités difficiles, comme celle des enfances marquées par l'absence d'un père, par la guerre, comme celle de la trahison, comme celle du manque, comme celle des regrets, comme celle de l'inévitable et de l'incontrôlable. Tout le monde dans ce récit expie en quelque sorte ses fautes.

## Éditions
- Éditions Christian Bourgois, 2012  (ISBN 978-2267023800).